# Alpenwolfsklauw
De alpenwolfsklauw (Diphasiastrum alpinum, basioniem: Lycopodium alpinum) is een giftige, vaste plant, die behoort tot de wolfsklauwfamilie (Lycopodiaceae). De plant komt van nature voor in Midden- en Centraal-Europa en in Noord-Amerika. In Wallonië is de soort niet meer aanwezig. Het aantal chromosomen is 2n = 44, 46 of ongeveer 48.
De plant heeft een blauwgroene kleur. De liggende stengels worden 30-70 cm lang en wortelen hier en daar met adventiefwortels. De rechtopstaande stengels zijn 6-10 cm lang en zijn dicht bebladerd met vier rijen tegen de stengels aangedrukte bladeren. De steriele spruiten zijn vierkantig en gewoonlijk niet afgevlakt (op schaduwplaatsen wel iets afgevlakt). De 0,7-1,5 mm lange en 0,8 mm brede bladeren aan de voorkant zijn duidelijk gesteeld en knievormig. De lancetvormige bladeren aan de voorkant en achterkant zijn even groot. De lichtgele, lancetvormige, toegespitste, 1,1-2,5 cm lange sporenaren hebben een korte steel. De 2 × 1,2 mm grote, dakpansgewijs gerangschikte sporofyllen zijn breed-ovaal en hebben een vliezige, onregelmatig getande rand. De sporangia zijn ingekapseld.
De sporen rijpen in juli, augustus en september.

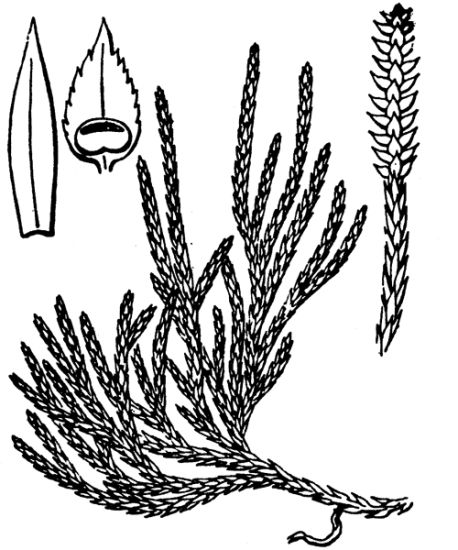
Illustratie van Hippolyte Coste
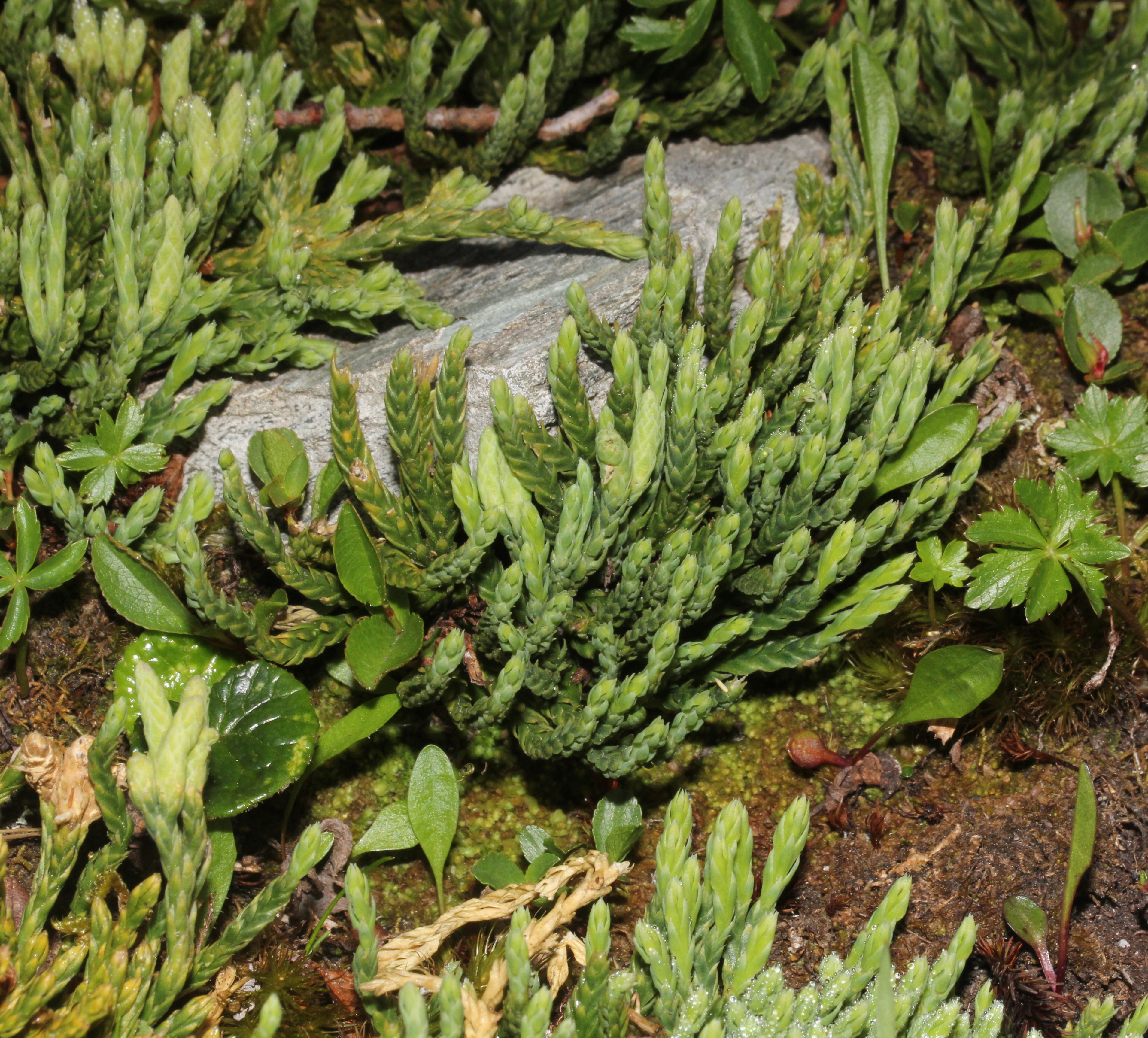
Planten
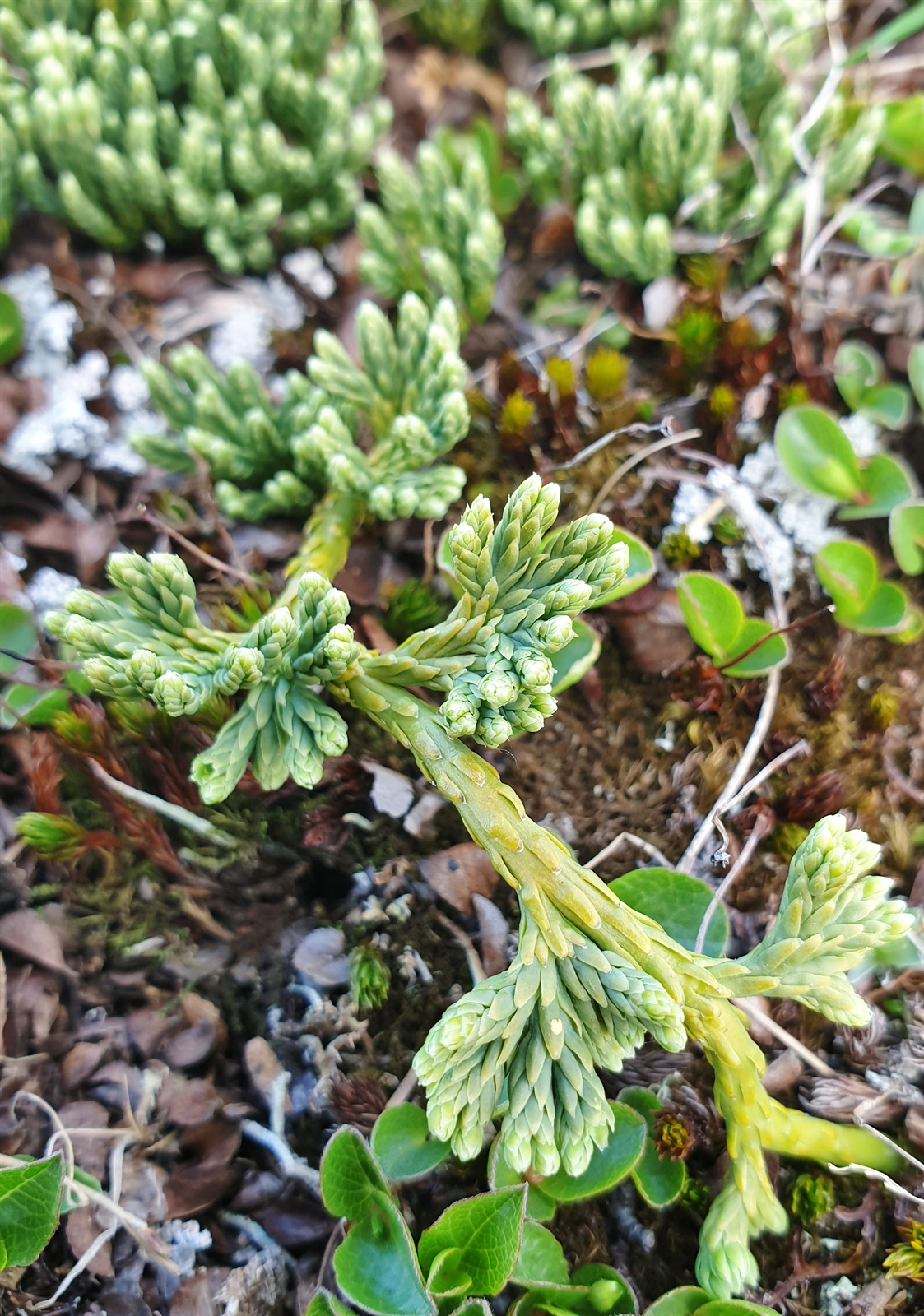
Liggende stengel
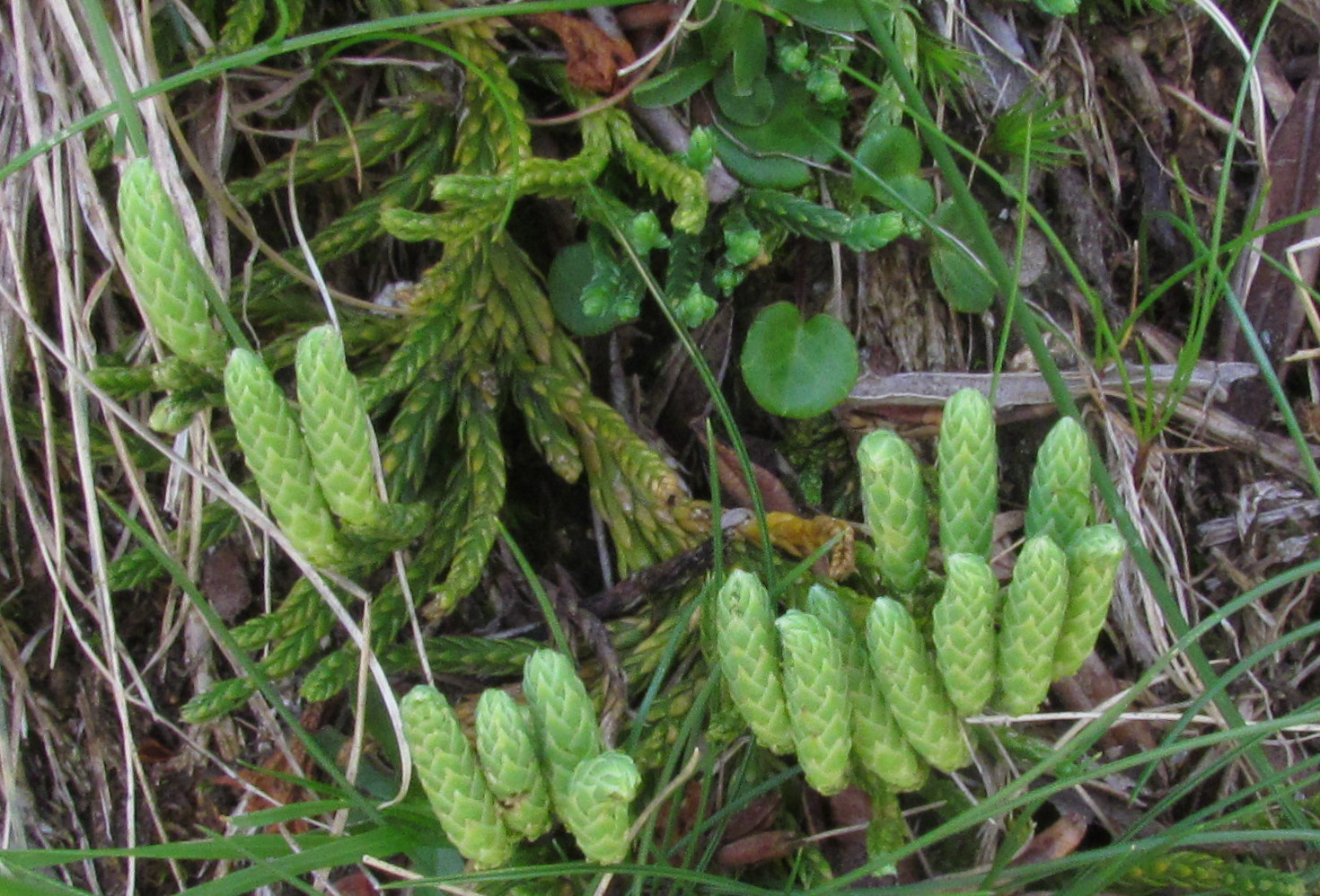
Sporenaren
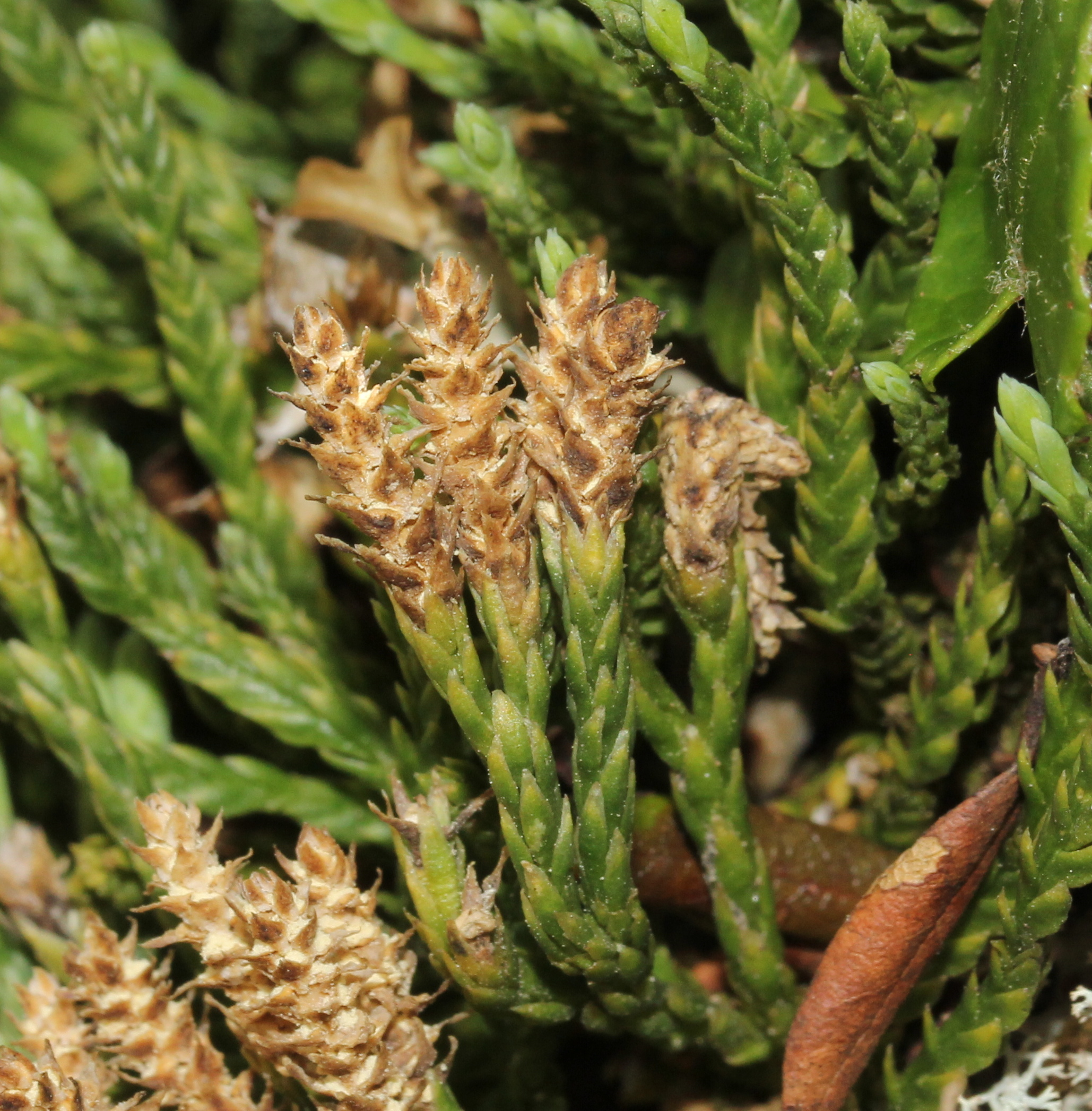
Sporenaren